# Rautatientori
Rautatientori (szw. Järnvägstorgets) – stacja metra helsińskiego znajdująca się w sąsiedztwie Dworca Centralnego. Wyjście ze stacji znajduje się w centrum handlowym Asematunelli (tunel dworcowy), który jest bezpośrednio połączony z dworcem. Stację zaprojektował Rolf Björkstam, Erkki Heino i Eero Kostiainen. Została oddana do użytku 1 lipca 1982.
Rautatientori znajduje się pomiędzy stacjami Kamppi i Kaisaniemi na głębokości 27 metrów (22 metry poniżej poziomu morza). 
8 listopada 2009 stacja została zalana w wyniku uszkodzenia rury wodociągowej, powodując straty szacowane na milion euro. Ponownie uruchomiona dla pasażerów została dopiero 15 lutego 2010.